# Georgia Salpa
Georgia Salpa (Grieks: Γεωργία Σάλπα; Athene, 14 mei 1985) is een Iers fotomodel.

## Levensloop
Salpa is de dochter van een Griekse vader en een Ierse moeder. Toen ze vier jaar was, verhuisde het gezin naar Killiney in Ierland. Ze is de oudste van vier kinderen.
Ze houdt van reizen en bezocht in twee jaar tijd ruim dertig landen, waaronder India, Thailand, Costa Rica, Brazilië, Australië en China.
In Ierland brak ze door als model en verscheen ze in programma's als The Podge and Rodge Show, Republic of Telly, Celebrity Salon en Catwalk to Kilimanjaro. In 2012 deed Salpa mee aan Celebrity Big Brother en dat leverde nog meer bekendheid en opdrachten op. Eveneens in dat jaar stond ze op de vijfde plaats in de top 100 van meest sexy vrouwen van het Britse FHM.
Salpa is gehuwd met miljonair Joe Penna.